# Resistenza islamica in Iraq
La resistenza islamica in Iraq (in arabo المقاومة الإسلامية في العراق‎?) è una rete di milizie in Iraq.
Creata dalla scissione della Forze di Mobilitazione Popolare.

## Milizie
- Kata'ib Hezbollah (in arabo كتائب حزب الله‎?)[5]
- Harakat Hezbollah al-Nujaba (in arabo حركة حزب الله النجباء‎?)
- Asa'ib Ahl al-Haq (in arabo عصائب أهل الحق‎?)
- Kata'ib Sayyid al-Shuhada (in arabo كتائب سيد الشهداء‎?)
- Harakat Ansar Allah al-Awfiya (in arabo حركة أنصار الله الأوفياء‎?)
- Al-Thawriyyun (in arabo جماعة الثوريون‎?)
- Kataib Sarkhat al-Quds (in arabo كتائب صرخة القدس‎?)